# Esreboksetin
Esreboksetin (razvojna kodna imena AXS-14, PNU-165442G) je selektivni inhibitor ponovnog preuzimanja norepinefrina koji je Pfizer razvijao za lečenje neuropatskog bola i fibromialgije, ali nije pokazao značajnu koristnost u odnosu na trenutno dostupne lekove i ukinut je. To je (S,S)-(+)-enantiomer reboksetina i još je selektivniji kao inhibitor ponovnog preuzimanja norepinefrina u poređenju sa njim.
Međutim, nedavno je otkriveno da esreboksetin može biti efikasan kod pacijenata sa fibromialgijom.